# Coryphista
Coryphista là một chi bướm đêm thuộc họ Geometridae. Nó còn có tên đồng nghĩa là Rheumaptera.

## Các loài
- Coryphista meadii (Packard, 1874)